# Estadio de Balaídos
El Estadio de Balaídos, conocido como Estadio Abanca-Balaídos por motivos de patrocinio, es un recinto deportivo de titularidad municipal, situado en la ciudad de Vigo, España. Alberga los partidos como local del primer equipo del Real Club Celta de Vigo.
Fue inaugurado el 30 de diciembre de 1928 y actualmente cuenta con un aforo de 20 739 espectadores debido a las obras de reforma, tras el cierre definitivo de la grada de Gol para su reforma integral a partir de marzo de 2025. Una vez finalizada la remodelación del recinto se prevé que su aforo final superará los 27 000 espectadores, a inicios de 2027. Fue una de las diecisiete sedes del Mundial de España 1982, habiendo acogido tres encuentros. Además ha albergado siete partidos de la selección española.

## Historia
El topónimo del lugar es una derivación deturpada del término «Abeladíos», palabra en gallego que significa "avellanedas" en castellano, al tratarse de un lugar donde abundaban las avellanos, árboles llamados "abeleiras" en gallego. El estadio fue inaugurado el 30 de diciembre de 1928 con un partido entre el Celta de Vigo y el Real Unión de Irún, que ganó el Celta por 7-0. Fue diseñado por el arquitecto Jenaro de la Fuente debido al creciente número de socios con los que contaba el club. Con todo, el proyecto inicial tuvo que ser modificado y, de esta manera, conseguir la financiación precisa para su construcción. Finalmente el estadio pudo ser terminado, contando al finalizar su construcción con capacidad para 11 610 espectadores, todos sentados y con localidades numeradas. Para su inauguración el estadio fue bendecido por el Padre Faustino que finalizó su discurso con un «Viva Galicia, Viva Vigo y Viva el Celta», mientras que el histórico cronista deportivo Manuel de Castro "Hándicap" escribió en las páginas del diario Faro de Vigo:

Todo vigués, todo gallego, debe sentirse hoy orgulloso con la inauguración de su Estadio de Balaídos. El sueño dorado de todos ya se ha plasmado en la más bella de las realidades.
Manuel de Castro "Hándicap", 1928.

Durante las décadas de 1930 y 1940 se sucedieron las reformas, pasando a ser en julio de 1945 el estadio propiedad del club. En 1969 se realiza una reforma eléctrica, tras decidir el alcalde de la ciudad, Rafael Portanet, que el estadio debería contar con una buena instalación luminosa para jugar partidos en horario nocturno. Ya dos años antes, en 1967, comenzaría una remodelación para ampliar la zona de pie y asiento bajo visera en las gradas de Marcador, Tribuna y Gol, dándole su configuración actual al estadio, salvo la grada de Río (que recibe su nombre por estar sobre el río Lagares). El proyecto fue realizado por el arquitecto Antón Román Conde en colaboración con la empresa madrileña Construcciones Laminares S.L. de los arquitectos José Ruiz-Castillo y Ucelay y Ricardo Urgoiti, especializados en láminas de hormigón armado.

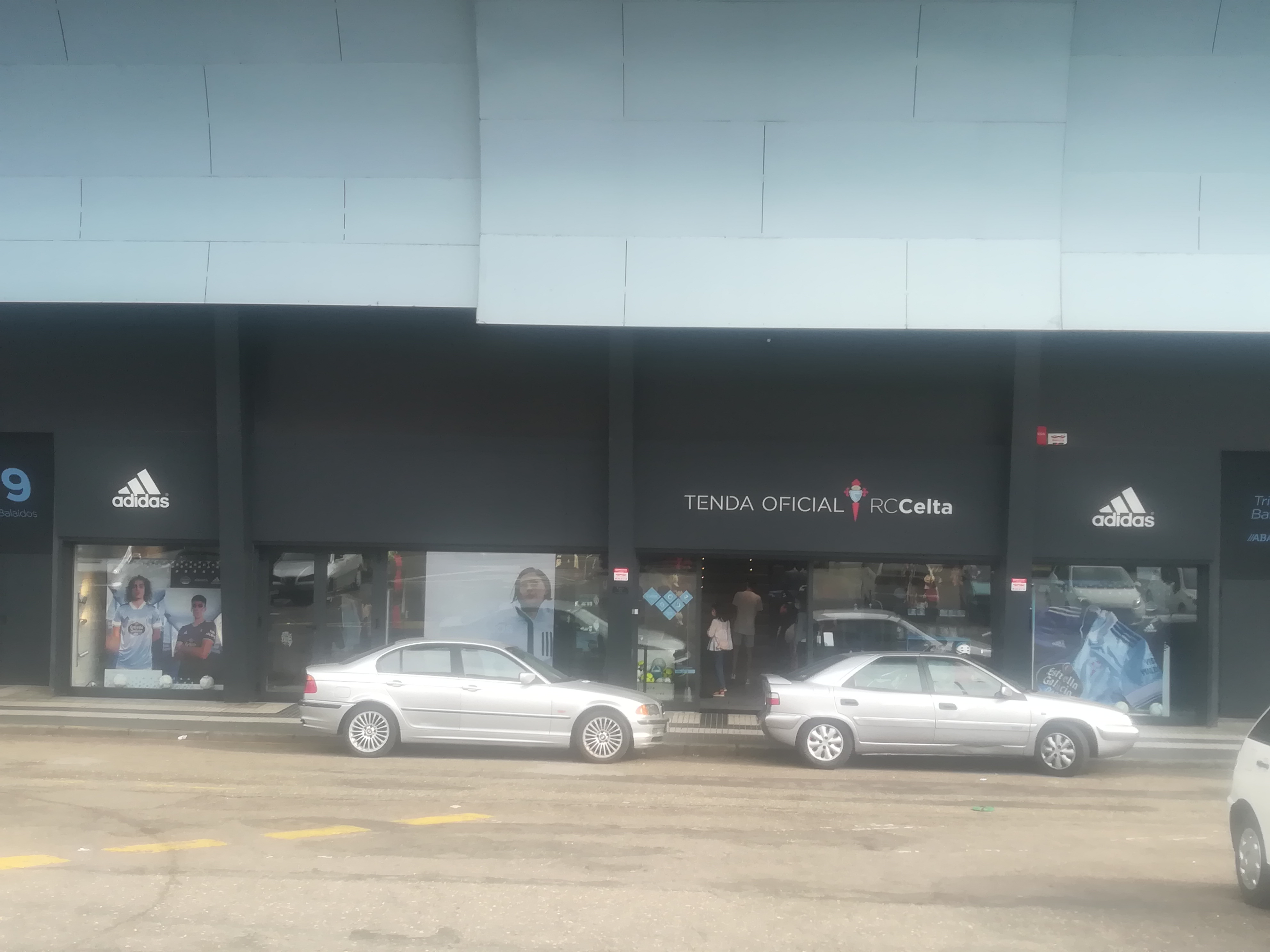
Tienda oficial del club en el estadio

Esta obra representó un gran desafío técnico ya que debía construirse en muy poco tiempo y la cubierta de hormigón alcanzaba una longitud máxima de 16,5 metros. Las nuevas instalaciones serían inauguradas por el entonces alcalde, Antonio Ramilo, el 27 de marzo de 1971. La siguiente gran reforma comenzó el 5 de diciembre de 1980, con motivo del Mundial de 1982. Esta reforma llevó a la demolición de la vieja grada de Río y a la construcción de una más moderna con mayor capacidad.
En la década de los noventa, el estadio pasó de 38 000 a 31 800 espectadores, por la normativa de tener todo el aforo con localidades de asiento. La capacidad del estadio se vería de nuevo ligeramente reducida en 2012 a 30 000 asientos, tras el acondicionamiento de las primeras filas pegadas al campo con mala visibilidad y el cubrimiento del foso que circundaba el terreno de juego.
Desde febrero de 2015, se está acometiendo la práctica reconstrucción del estadio, dividida en cuatro fases correspondientes a las cuatro gradas del recinto: Tribuna (lateral norte, finalizada), Río (lateral sur, finalizada), Marcador Centenario (fondo este, finalizada) y Gol (fondo oeste).
El 28 de enero de 2024 en su casi centenaria historia, el estadio vigués acogió por primera vez dos partidos oficiales en un mismo día. El primero un Celta contra el Girona Fútbol Club jugado a las 14:00 horas correspondiente a la jornada 22 de Primera División, y apenas cinco horas después, el filial Celta Fortuna disputó un encuentro contra el Deportivo de la Coruña correspondiente a la jornada 21 de Primera División RFEF.
| Evolución del aforo de Balaídos | Evolución del aforo de Balaídos | Evolución del aforo de Balaídos              |
| Año                             | Capacidad                       | Motivo de la remodelación                    |
| ------------------------------- | ------------------------------- | -------------------------------------------- |
| 1928                            | 11.610                          | Inauguración del estadio                     |
| 1953                            | 35 000                          | Construcción de nuevas gradas                |
| 1982                            | 45 000                          | Remodelación para el Mundial 82              |
| 2002                            | 31 800                          | Renovación y eliminación de pista            |
| 2017                            | 29 000                          | Remodelación de las gradas                   |
| 2023                            | 24 791                          | Inauguración de la grada marcador Centenario |
| ?                               | ?                               | Inauguración de la nueva grada de gol        |

## Situación y accesos
El Estadio de Balaidos se sitúa colindante al Río Lagares y a la Zona Franca, en la zona sur de la ciudad de Vigo. Ocupa la manzana delimitada por la avenida de Fragoso al norte, avenida de Citroën al sur, calle Val Miñor al este, y calle de los Olímpicos al oeste.

## Propuestas de remodelación

### Propuesta 2003, «Caixanova»
En el año 2003 el entonces presidente del Celta de Vigo, Horacio Gómez, presentó el ambicioso proyecto de un nuevo estadio. El área de 95 000 m² de reurbanización incluiría un centro comercial, un hotel y un complejo deportivo. Fue aprobado por Caixanova, pero fue rechazado por las autoridades locales, ya que el director general de la cercana Fábrica PSA de Vigo argumentaba que causaría inconvenientes en la logística del complejo industrial.

### Propuesta 2009, «Candidatura ibérica Mundial 2018»
El 15 de septiembre de 2009 el teniente de alcaldía de Vigo, Santiago Domínguez, presentó a Vigo como candidata a la Real Federación Española de Fútbol, como sede para albergar partidos de la Copa del Mundo 2018. Esta, tercera propuesta implicaba la reconstrucción completa del estadio olívico con un coste de 123 000 000 €, de los cuales 104 se gastarían en el estadio y los restantes en la construcción de un aparcamiento subterráneo y la regeneración de los alrededores.
El proyecto suprimía la forma ovalada del recinto y llevaba las gradas de Gol, Fondo y Marcador más cerca de las líneas de fondo. El proyecto también conllevaba un aumento del aforo, pasando de 31 800 a 42 381 espectadores, distribuidos en 19 391 en la grada baja, 2 804 en el anillo intermedio (palcos vip) y 2 804 en la grada alta.
Las obras estaban proyectadas en cuatro etapas durante cinco años, de 2012 a 2017: demolición y reconstrucción de Marcador y construcción de un aparcamiento subterráneo (9-12 meses), demolición y reconstrucción de Tribuna y áreas de estacionamiento de la avenida de Balaídos (12-15 meses), demolición y reconstrucción de Gol, y transformación de las calles de Val Miñor y Balaídos en peatonales (9-13 meses) y demolición y reconstrucción de Río (15-18 meses).

### Proyecto 2015–20, «Estadio del siglo XXI»
El 8 de junio de 2015, el presidente de la Diputación de Pontevedra, Rafael Louzán, y el alcalde de Vigo, Abel Caballero, firmaron el convenio de financiación para la reforma integral del recinto deportivo.
El documento firmado garantiza una inversión conjunta de ambos organismos de hasta 29,7 millones de euros, donde cada uno aportará el 50% del dinero. En caso de que a la obra se sumen como inversores otras entidades, la inversión se reducirá proporcionalmente. Asimismo, el Celta de Vigo invierte dos millones de euros.

## Partidos internacionales

### Selección española
La selección española ha disputado ocho partidos en Vigo, siete de ellos en el Estadio de Balaídos. En sus dos últimos encuentros disputados en Balaídos, España se ha enfrentado a dos campeonas del mundo como Brasil y Alemania.
| Amistoso; 2 de abril de 1933 | España                                      | 3:0 (1:0) | Portugal  |  |  |
|                              | Larrinaga 22' · Elícegui 61' · Elícegui 64' |           | Pérez 45' |  |  |

| Amistoso; 26 de septiembre de 1979 | España   | 1:1 (1:0) | Portugal |  |  |
|                                    | Dani 26' |           | Nené 74' |  |  |

| Amistoso; 23 de enero de 1980 | España   | 1:0 (0:0) | Países Bajos |  |  |
|                               | Dani 80' |           |              |  |  |

| Amistoso; 19 de enero de 1994 | España                    | 2:2 (1:0) | Portugal                |  |  |
|                               | Salinas 43' · Juanele 66' |           | Juanma 62' · Oceano 82' |  |  |

| Amistoso; 25 de marzo de 1998 | España                                                  | 4:0 (3:0) | Suecia |  |  |
|                               | Morientes 2' · Morientes 6' · Raúl 31' · Etxeberría 70' |           |        |  |  |

| Amistoso; 13 de noviembre de 1999 | España | 0:0 (0:0) | Brasil |                                 |  |
|                                   |        |           |        | Asistencia: 32 711 espectadores |  |

| Amistoso; 18 de noviembre de 2014 | España | 0:1 (0:0) | Alemania  |  |  |
|                                   |        |           | Kroos 88' |  |  |

### Mundial 1982
Vigo fue una de las catorce subsedes y Balaídos uno de los diecisiete estadios que albergaron la Copa Mundial de 1982. En este recinto se disputaron tres de los seis partidos correspondientes al grupo 1 de la primera fase del campeonato, los otros tres se disputaron en Riazor.
| Primera fase (Grupo 1); 14 de junio de 1982 | Italia | 0:0 (0:0) | Polonia |                                                                      |  |
|                                             |        |           |         | Asistencia: 33 000 espectadores Árbitro(s): Michel Vautrot (Francia) |  |

| Primera fase (Grupo 1); 18 de junio de 1982 | Italia    | 1:1 (1:0) | Perú     |                                                                                  |                                                                                  |
|                                             | Conti 18' |           | Díaz 83' | Asistencia: 25 000 espectadores Árbitro(s): Walter Eschweiler (Alemania Federal) | Asistencia: 25 000 espectadores Árbitro(s): Walter Eschweiler (Alemania Federal) |

| Primera fase (Grupo 1); 23 de junio de 1982 | Italia       | 1:1 (0:0) | Camerún    |                                                                       |                                                                       |
|                                             | Graziani 61' |           | M'Bida 62' | Asistencia: 20 000 espectadores Árbitro(s): Bogdan Dotchev (Bulgaria) | Asistencia: 20 000 espectadores Árbitro(s): Bogdan Dotchev (Bulgaria) |

## Otros eventos
El Estadio de Balaídos ha sido ocasionalmente escenario de diversas actuaciones musicales:
- La primera actuación musical en la historia de Balaídos tuvo lugar el 26 de agosto de 1983, Miguel Ríos realizó una de las actuaciones de su gira El Rock de una noche de verano en el recinto gallego, le acompañaron el grupo madrileño Leño de Rosendo Mercado y una joven Luz Casal.[3]

- El 29 de julio de 1990 como parte de su gira Blond Ambition World Tour, Madonna actuó en el estadio con Siniestro Total como teloneros ante 20 000 espectadores.[35] La artista estadounidense cantó varias canciones con una camiseta del Celta.[36][37]

- En julio de 1992 la programación de conciertos del Festival Afroamérica trajo durante dos días a la ciudad de Vigo a artistas como B.B. King, Celia Cruz, Dr. John, Gilberto Gil, Milton Nascimento, Tito Puente, Tracy Chapman o Willy Deville.[38]

- El 1 de agosto de 1992 Julio Iglesias actuó ante 12 000 espectadores.[3]

- El 21 de agosto de 1992 Dire Straits actuaron ante 40 000 espectadores.

- El 4 de julio de 1998 A Roda, Astarot, Milladoiro y Carlos Santana actuaron ante 12 000 espectadores en uno de los actos correspondientes a las celebraciones del 75 aniversario del Celta.[3]

- El 18 de julio de 1998 como parte de su gira Bridges to Babylon Tour, The Rolling Stones actuaron ante 35 000 espectadores.[39]

- El 21 de julio de 2001 Alejandro Sanz actuó ante 15 000 espectadores.

- El 10 de septiembre de 2022 la banda británica Muse actuó en el estadio con Killer Barbies y Years & Years como teloneros ante 17 000 espectadores,[4] este concierto formaba parte de las diversas actuaciones organizadas por la Junta de Galicia en toda la comunidad por motivo del Ano santo Xacobeo 2022.[40]

- El 12 de junio de 2023 como parte de su gira mundial de ese mismo año, la banda estadounidense Guns N' Roses actuó en el estadio con The Pretenders y Generation Sex como teloneros ante más de 28 000 espectadores.[5]

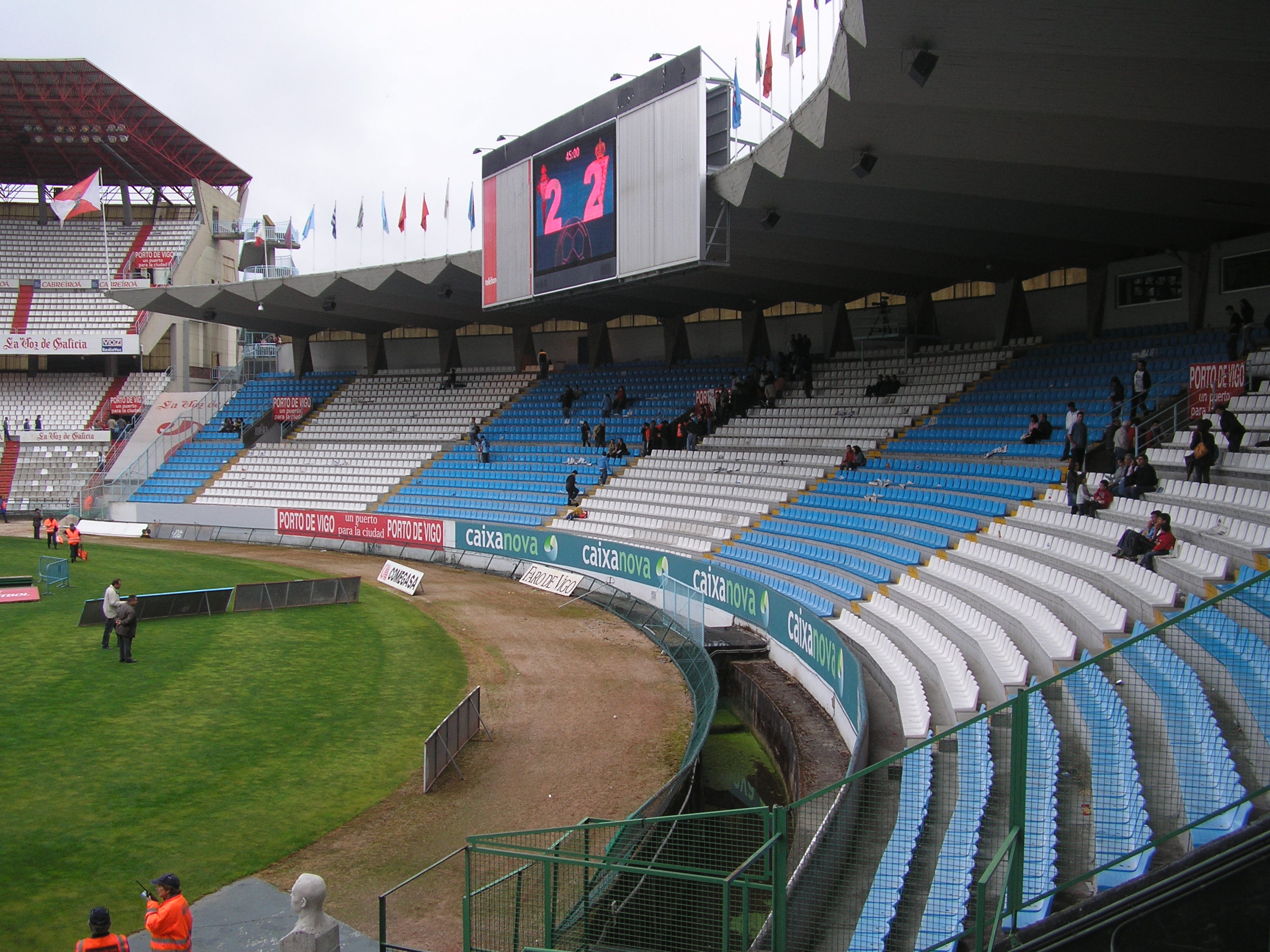
Grada de gol
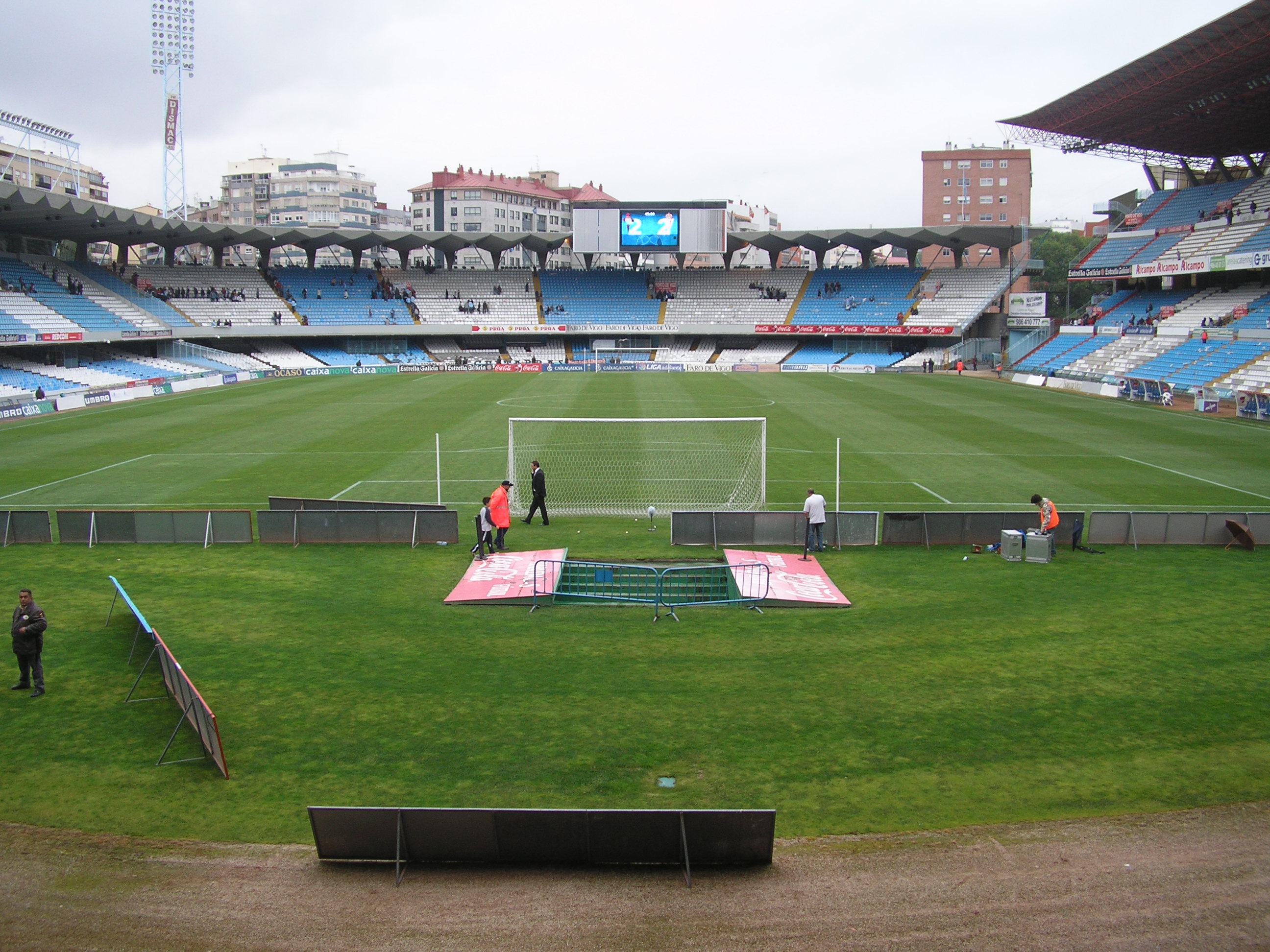
Grada de marcador
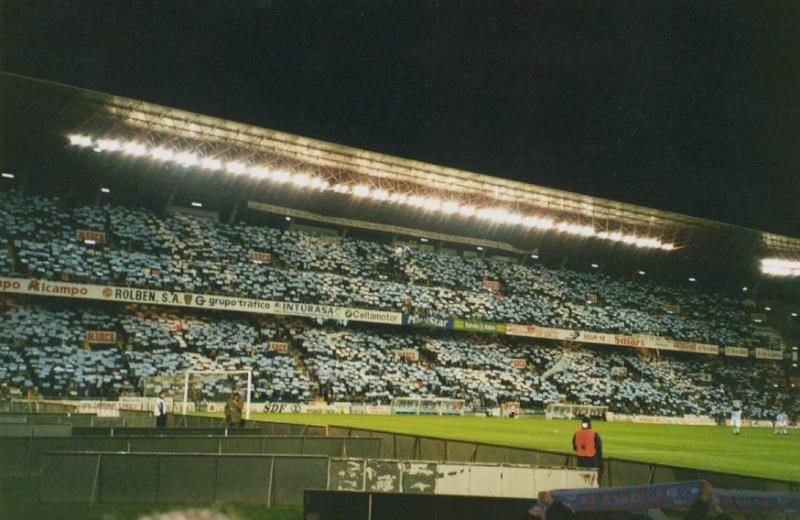
Grada de Río en 2000
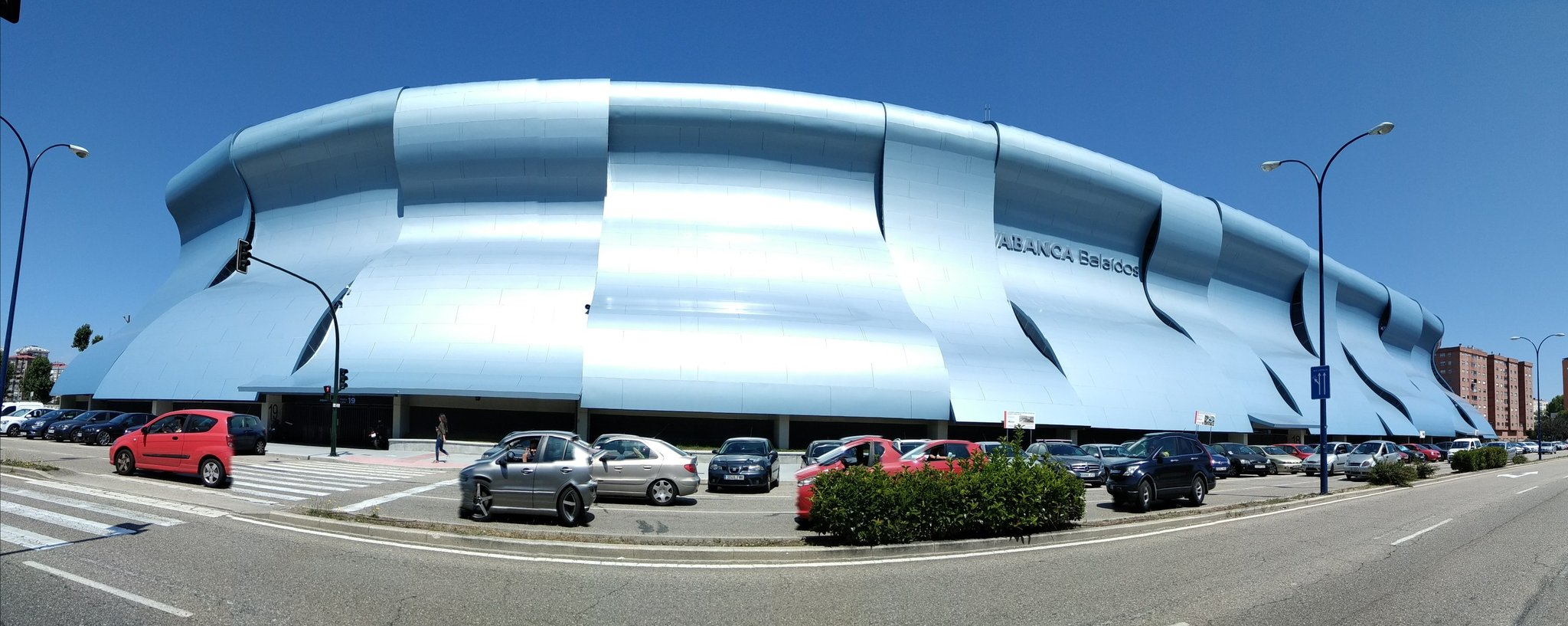
Grada de Río en 2019
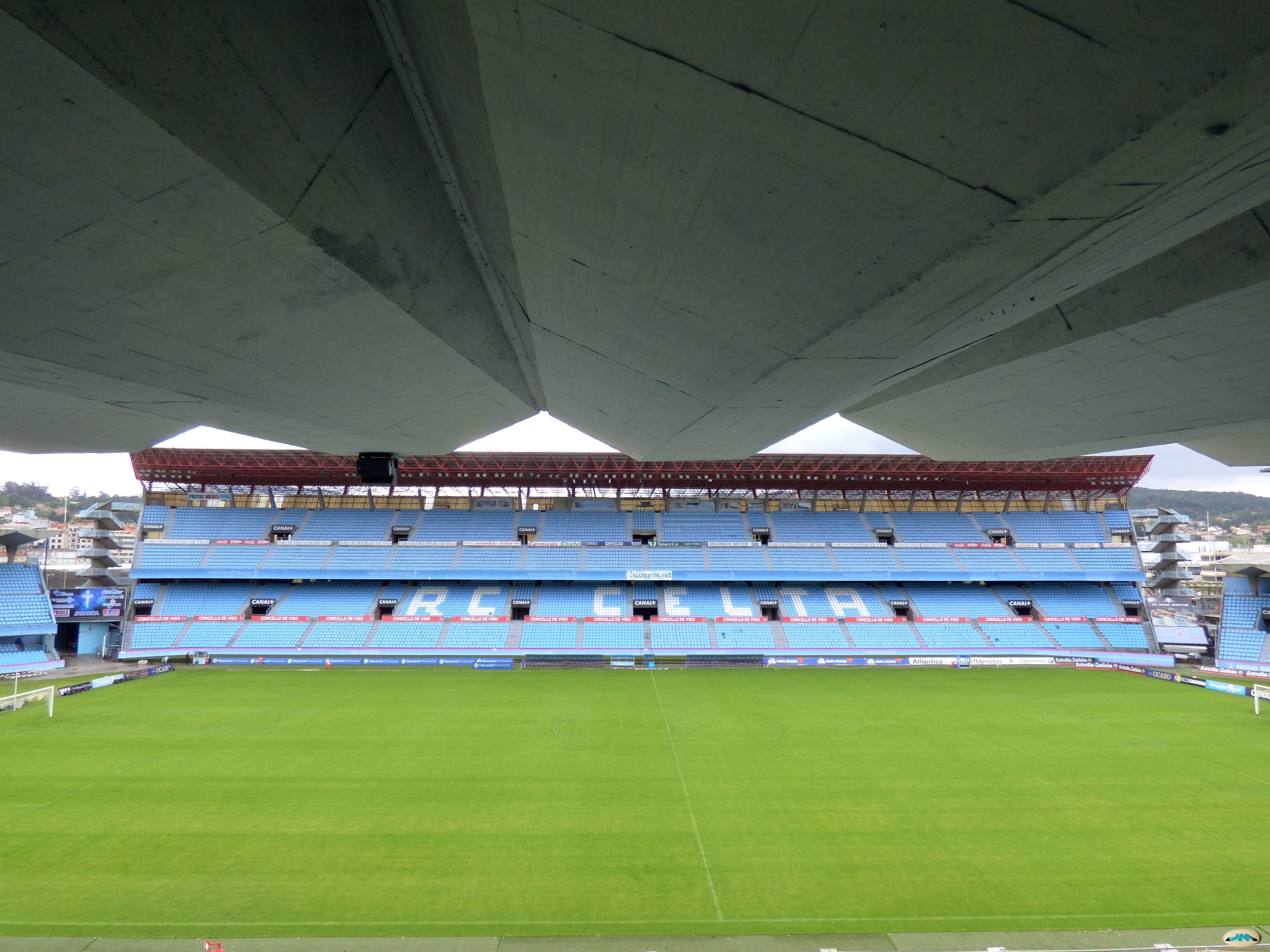
Grada de Río remodelada